# 85 Pułk Strzelców (RFSRR)
85 Pułk Strzelców (RFSRR) – pułk piechoty Armii Czerwonej okresu wojny polsko-bolszewickiej.
W dniu 2 czerwca 1920 roku 85 Pułk Strzelców został całkowicie rozgromiony w czasie w wypadu Wojska Polskiego na Mikulicze w okolicy Bobrujska. Polacy zdobyli wówczas jeńców, konie i sprzęt wojenny należący dotychczas do 85 ps.
W czasie agresji na Polskę w 1939 nacierał w składzie 100 Dywizji Strzeleckiej.